# 33453 Townley
33453 Townley è un asteroide della fascia principale. Scoperto nel 1999, presenta un'orbita caratterizzata da un semiasse maggiore pari a 2,2988725 UA e da un'eccentricità di 0,0995926, inclinata di 5,34562° rispetto all'eclittica.